# 이병천 (소설가)
이병천(李柄天, 1956년 2월 11일 ~ )은 대한민국의 시인, 소설가, 방송제작자, 아동문학가이다.

## 이력

### 어린 시절
본관은 전주(全州)이며 전라북도 완주군 용진면에서 출생하였고 지난날 한때 전라북도 군산에서 잠시 유아기를 보낸 적이 있는 그는 전라북도 전주에서 성장하였다.

### 활약
1981년 시인으로 등단하였고 이듬해 1982년 소설가로 등단하였으며 이후 1984년 전주문화방송에 프로듀싱 디렉터(PD)로 입사하였고 1993년 아동문학가로 등단하였다. 그 후 전주문화방송 프로듀싱 디렉터로 활동하였고 이후 승진하여 2009년 1월부터 전주문화방송 뉴스제작국 제작지원 제1부장을 지내다가 같은 해 2009년 7월 전주문화방송 PD 직위를 사퇴하였다. 2018년 현재 전라북도문화관광재단 보관됨 2018-04-24 - 웨이백 머신 대표이사로 재직하고 있다.

## 작품

### 시집
- 《북쪽 녀자》

### 소설
- <북쪽 녀자>, 《90000리》